# Sharps-Borchardt Model 1878

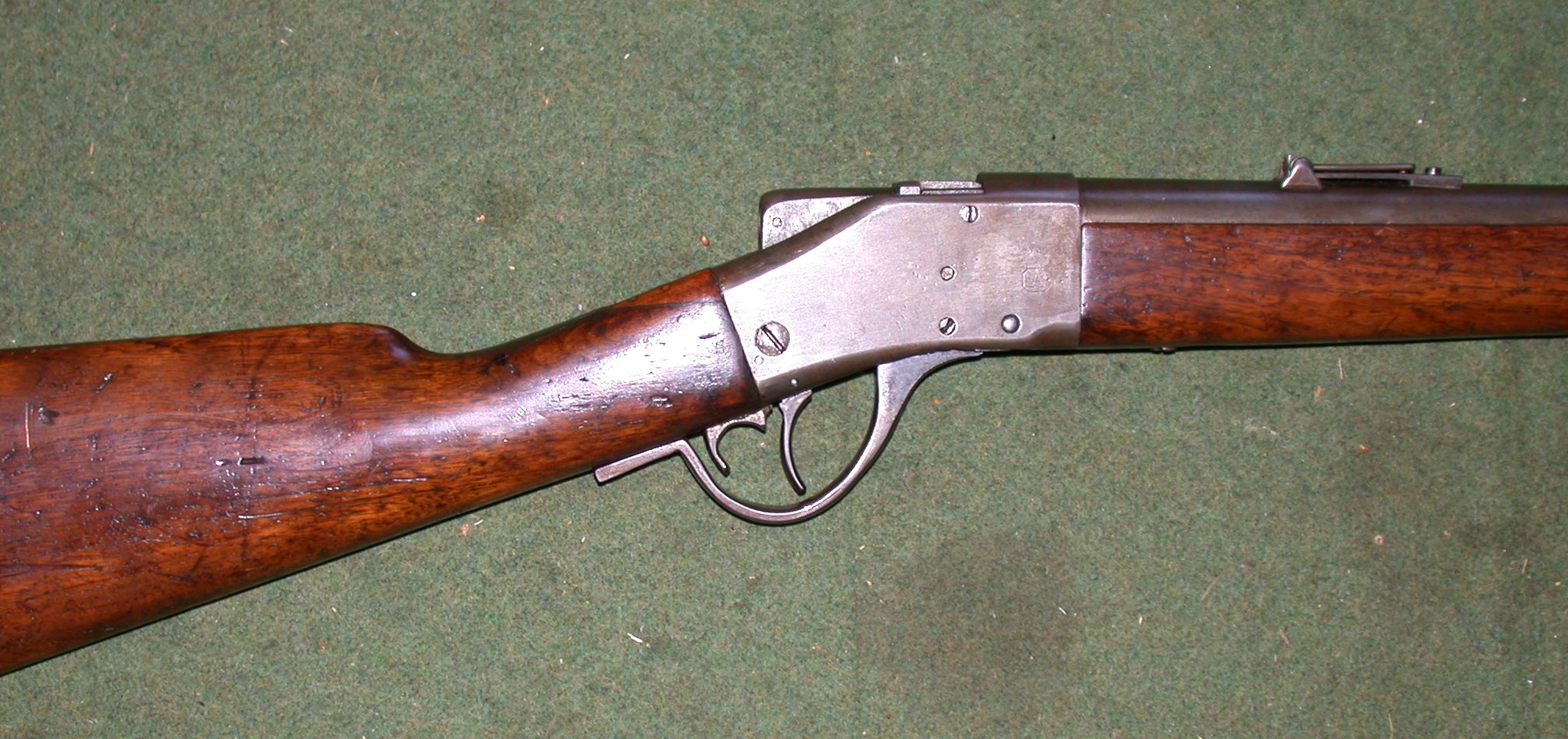
Close do mecanismo de ação de
um Sharps-Borchardt Model 1878.

Sharps-Borchardt Model 1878 é um rifle sem cão por ação de bloco cadente projetado por Hugo Borchardt e fabricado pela Sharps Rifle Manufacturing Company. Ele se parece muito com os rifles Sharps mais antigos, mas tem um mecanismo de disparo que usa um percussor sem cão, em vez do costumeiro cão com pino de percussão dos modelos anteriores. Esse sistema foi baseado em uma patente concedida a Hugo Borchardt em 1877. Foi o último dos rifles Sharps de tiro único e o Borchardt não vendeu muito bem. Segundo os registros da empresa, foram fabricados 22.500 rifles em todos os modelos, de 1877 até o fechamento da Sharps Rifle Co., em 1881. Embora tenha sido projetado para os enormes cartuchos de pólvora negra "buffalo" da época, chegou tarde demais, no final do período de grande abate de bisões.